# 山本喜代宏
山本 喜代宏（やまもと きよひろ、1955年11月11日 - ）は、日本の政治家、農業従事者。元衆議院議員（1期）。

## 経歴
- 1955年（昭和30年） - 秋田県鹿角市花輪生まれ[1]
- 1971年（昭和46年） - 鹿角市立花輪第二中学校卒業
- 1974年（昭和49年）3月 - 秋田県立花輪高等学校卒業
- 1974年（昭和49年）4月 - 電電公社入社
- 1982年（昭和57年） - 電電公社退職、日本社会党（後の社会民主党）盛岡支部副幹事長
- 1997年（平成9年） - 社民党を退職し、農家となる
- 2003年（平成15年）11月 - 第43回衆議院議員総選挙において、社民党の公認候補として秋田2区から立候補するも3位で落選、重複立候補した比例東北ブロックで復活し初当選
- 2005年（平成17年）9月 - 第44回衆議院議員総選挙において、社民党の公認候補として秋田2区から立候補するも落選。
- 2009年（平成21年）8月 - 第45回衆議院議員総選挙において、社民党の公認候補として秋田2区から立候補。民主党本部の推薦も受けるが、民主党を離党した元県連幹部・県連2区支部所属の元党員（市町村議を含む）らの支援を受けた無所属の川口博に敗れ、3位で落選。2010年2月の社民党秋田県連大会で県連代表を辞任し、政界引退をする旨を表明した[2]。
- 政界引退後も社民党に所属したが、2021年1月24日の社民党秋田県連の臨時大会では立憲民主党との合流に向けて着手するとの議案に賛成を投じ、「さみしい気持ちもあるが、やむを得ない」と述べ、自身も立憲民主党に合流する意向を示した[3]。

## 政策
- 平和憲法を世界に広げ、戦争のない社会の創造[1]
- 安心して暮らせるやさしい福祉社会[1]
- 農林水産業の再生で安全で安定した食料の供給[1]
- 福祉の充実、地場産業の育成による雇用の拡大[1]
- 金権腐敗・癒着の政治から、信頼できる政治[1]
- 選択的夫婦別姓制度導入に賛同する[4]。